# سیارک ۱۰۶۷۶
سیارک ۱۰۶۷۶ (به انگلیسی: 10676 Jamesmcdanell، نامگذاری:1979MD2) ده هزار و ششصد و هفتاد و ششمین سیارک کشف شده‌است که در ۲۵ ژوئن ۱۹۷۹ کشف شد.
قدر مطلق سیارک برابر ۱۴٫۴۰ است.